# José Barbosa Gonçalves
José Barbosa Gonçalves (* 1860 in Jaguarão; † 1940 in Recife) war ein brasilianischer Politiker.
Er war zunächst 1903 und von 1908 bis 1912 Präfekt der Gemeinde Pelotas (Rio Grande do Sul). 
Vom 26. Februar 1912 bis 15. November 1914 war er im Kabinett von Hermes da Fonseca brasilianischer Verkehrsminister. Zwischen dem 4. Mai 1912 und 29. Mai 1912 leitete er zudem kommissarisch das Landwirtschaftsministerium.
| Personendaten    | Personendaten             |
| ---------------- | ------------------------- |
| NAME             | Barbosa Gonçalves, José   |
| KURZBESCHREIBUNG | brasilianischer Politiker |
| GEBURTSDATUM     | 1860                      |
| GEBURTSORT       | Jaguarão                  |
| STERBEDATUM      | 1940                      |
| STERBEORT        | Recife                    |